# 아, 맨
"아, 맨"(Ah, Man)는 한국에서 제작된 이승희 감독의 2008년 영화이다. 이제훈 등이 주연으로 출연하였고 김소영 등이 제작에 참여하였다.

## 출연

### 주연
- 이제훈
- 김윤지
- 오희중
- 김효주
- 몽몽이

## 기타
- 조명: 김기준
- 조연출: 심정선
- 녹음: 이종욱
- 미술: 이한빛
- CG: 이승희